# Effectif actuel des Bruins de Boston
| No    | Nom                  | Nat. | Position      | Arrivée                     | Salaire        |
| ----- | -------------------- | ---- | ------------- | --------------------------- | -------------- |
| +001, | Jeremy Swayman       |      | Gardien       | 2020 - Repêchage            | +00925 000, $  |
| +030, | Keith Kinkaid        |      | Gardien       | 2022 - Agent libre          | +00750 000, $  |
| +035, | Linus Ullmark        |      | Gardien       | 2021 - Agent libre          | +05 000 000, $ |
| +025, | Brandon Carlo        |      | Défenseur     | 2015 - Repêchage            | +04 100 000, $ |
| +027, | Hampus Lindholm      |      | Défenseur     | 2022 - Ducks d'Anaheim      | +06 500 000, $ |
| +028, | Derek Forbort        |      | Défenseur     | 2021 - Agent libre          | +03 000 000, $ |
| +048, | Matt Grzelcyk        |      | Défenseur     | 2012 - Repêchage            | +03 687 500, $ |
| +067, | Jakub Zbořil         |      | Défenseur     | 2015 - Repêchage            | +01 137 500, $ |
| +073, | Charles McAvoy       |      | Défenseur     | 2016 - Repêchage            | +09 500 000, $ |
| +075, | Connor Clifton       |      | Défenseur     | 2018 - Agent libre          | +01 000 000, $ |
| +086, | Anton Strålman       |      | Défenseur     | 2022 - Agent libre          | +01 000 000, $ |
| +010, | A.J. Greer           |      | Ailier gauche | 2022 - Agent libre          | +00762 500, $  |
| +011, | Trent Frederic       |      | Centre        | 2016 - Repêchage            | +01 050 000, $ |
| +012, | Craig Smith          |      | Centre        | 2020 - Agent libre          | +03 100 000, $ |
| +013, | Charlie Coyle        |      | Centre        | 2019 - Wild du Minnesota    | +05 250 000, $ |
| +017, | Nicholas Foligno     |      | Ailier gauche | 2021 - Agent libre          | +03 800 000, $ |
| +018, | Pavel Zacha          |      | Centre        | 2022 - Devils du New Jersey | +03 500 000, $ |
| +037, | Patrice Bergeron – C |      | Centre        | 2003 - Repêchage            | +02 500 000, $ |
| +046, | David Krejčí         |      | Centre        | 2022 - Agent libre          | +01 000 000, $ |
| +063, | Brad Marchand – A    |      | Ailier gauche | 2006 - Repêchage            | +06 125 000, $ |
| +071, | Taylor Hall          |      | Ailier gauche | 2021 - Sabres de Buffalo    | +06 000 000, $ |
| +074, | Jake DeBrusk         |      | Ailier gauche | 2015 - Repêchage            | +04 000 000, $ |
| +088, | David Pastrňák – A   |      | Ailier droit  | 2014 - Repêchage            | +06 666 667, $ |
| +092, | Tomáš Nosek          |      | Ailier gauche | 2021 - Agent libre          | +01 750 000, $ |

1. ↑  (en) « Boston Bruins Salary Cap by Year », sur www.spotrac.com (consulté le 15 avril 2022).
2. ↑  (en) « Effectif actuel des Bruins de Boston », sur Eliteprospects.com